# Stacey Smith
Stacey Lee Smith (* 3. April 1954 in Delaware, Ohio) ist eine ehemalige US-amerikanische Eiskunstläuferin.
Smith trat im Eistanz mit John Summers an. Nachdem sie 1977 nationale Meister geworden sind, konnten sie in den folgenden drei Jahren jeweils den Titel im Eistanz gewinnen und sich für die Weltmeisterschaften qualifizieren. Bei diesen wurden sie in den Jahren 1978 und 1979 Neunte und konnten sich 1980 auf Rang acht verbessern. Ebenfalls 1980 nahmen Smith und Summers an den Olympischen Winterspielen in Lake Placid teil. Dort erreichten sie Platz neun.
Nach dieser Saison wechselten Smith und Summers zu den Profis, wo sie die Weltmeisterschaft 1981 gewinnen konnten. Zusammen waren sie weitere zehn Jahre im Profieistanz aktiv.